# محوطه تاریخی دستگردان
محوطه تاریخی دستگردان؛ نام محوطه‌ای باستانی مربوط به دورهٔ اسلامی است و در شهرستان مشهد، بخش مرکزی، دهستان کنویست، ۵۰۰ متری شرق روستای دستگردان واقع شده و این اثر در تاریخ ۶ مهر ۱۳۸۴ با شمارهٔ ثبت ۱۳۴۲۵ به‌عنوان یکی از آثار ملی ایران به ثبت رسیده‌است.